# Feichten an der Alz
Feichten an der Alz (ufficialmente Feichten a. d. Alz) è un comune tedesco situato nel land della Baviera, fa parte del circondario di Altötting.